# 2 Become 1
「トゥー・ビカム・ワン」（2 Become 1）は、スパイス・ガールズのヒット曲。デビュー・アルバム『Spice』からの3枚目のシングルである。

## 解説
リチャード・スタナード、マット・ロウによって作詞、プロデュースされた。スパイス・ガールズにとって初めてのバラードシングルでもある。また、この曲は主に2通りのヴァージョンがあり、アルバムに収録されている「トゥー・ビカム・ワン」では、ジェリ・ハリウェルが2番を歌い、シングルに収録されているヴァージョンではヴィクトリア・ベッカムがそのパートを歌っている。また、そのパートの歌詞もそれぞれに違い、スパイス・ガールズはゲイのファンが多いことで有名であるが、そのファン達をいやな気分にさせたくない思いで歌詞の一部が変更されている。その歌詞は 'boys and girls go good together' という部分で、シングル・ヴァージョンでは'love will bring us back together' に変更された。ジェリ・ハリウェルが脱退する前からライヴなどでは後者の歌詞を歌うようになった。また、メンバーのエマ・バントンがソロでこの曲を歌うことでも有名である。また、この曲はスペイン語バージョン"Seremos Uno Los Dos"（セレモス・ウノ・ロス・ドス）も作られ、スペインで人気を博した。

## ミュージック・ビデオ
「2 Become 1」のミュージックビデオは、1996年11月5日から6日にかけてBig TV!が監督し、ロンドンのオールド・コンプトン・ストリートにあるスタジオで2日間にわたる撮影が行われた。撮影監督は、ジャミロクワイの「Virtual Insanity」やU2の「Discothèque」など他のミュージックビデオでも活躍したスティーブン・キース・ローチ氏で、撮影はグループが冬のコートを着てスタジオを歩き回る様子と、クローズアップのカメラアングルが交互に映し出され、後で背景が合成された。風が髪を揺らす画を撮るために、彼女たちは送風機からの風が吹き付ける中で撮影せねばならず、また演出のために倍速で曲を口パクしながら撮影しなくてはいけなかった。

## 商業的反応
この曲でスパイス・ガールズは3度目の全英シングルチャート1位を記録し、またグループにとっては初めてのクリスマス・ナンバー1シングルにもなる。イギリスだけで100万枚以上を売り上げた。カナダ、イギリスで3週間にわたりチャート1位を記録。オーストラリアでは2位を記録した。アメリカではシングル・セールス・ホット100にえらばれ、Billboard Hot 100で4位を記録した。アメリカでの人気が長く続き、予定されていた「フー・ドゥ・ユー・シンク・ユー・アー」は北アメリカでのリリースをキャンセルしたほどであった。

## トラック・リストとフォーマット
- UK CD1

1. 2 Become 1 (シングル・バージョン) - 4:05
2. 2 Become 1 (オーケストラ・バージョン) - 4:05
3. One Of These Girls - 3:33
4. Wannabe (Junior Vasquez Remix Edit) - 5:57

- UK CD2

1. 2 Become 1 (シングル・バージョン) - 4:05
2. 2 Become 1 (Dave Way Remix) - 4:01
3. Sleigh Ride - 3:18

- ヨーロッパ CD1

1. 2 Become 1 (シングル・バージョン)- 4:05
2. 2 Become 1 (オーケストラ・バージョン) - 4:05

- US CD1

1. 2 Become 1 (シングル・バージョン) - 4:05
2. One Of These Girls - 3:33

- US CD2

1. 2 Become 1 (シングル・バージョン)- 4:05
2. 2 Become 1 (Dave Way Remix) - 4:01
3. One Of These Girls - 3:33
4. 2 Become 1 (スペイン語バージョン) - 4:05
5. 2 Become 1 (オーケストラ・バージョン) - 4:05

UKでの売り上げ約107万枚
世界でトータルの売り上げ約250万枚